# Bertrada z Montfortu
Bertrada z Montfortu (1060? – po 1115, klášter Fontevrault) byla hraběnkou z Anjou a poté francouzskou královnou. Filip I. ji jako vdanou ženu unesl Fulkovi z Anjou a stal se díky své hříšné náklonnosti k Bertradě bigamistou.

## Cesta na francouzský trůn

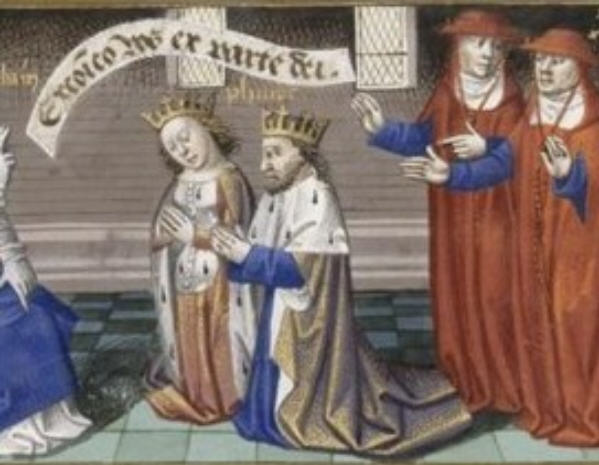
Exkomunikovaní hříšníci – Filip I. a Bertrada (Le Miroir historial de Vincent de Beauvais)

Bertrada se narodila jako dcera hraběte Simona z Montfortu a jeho druhé ženy Anežky. Po smrti rodičů roku 1087 se dostala do poručnictví strýce Viléma z Évreux. Ten mladou dívku na základě politických machinací záhy provdal. Snad roku 1089 se tak stala čtvrtou či pátou manželkou postaršího Fulka z Anjou a dala mu syna, budoucího jeruzalémského krále.
Berta údajně utekla manželovi z Tours ke králi v noci 15. května 1092 a snad téhož dne se konala svatba. Král Filip kvůli této ženě zapudil svou choť Bertu Holandskou, s níž měl jediného syna. Kromě hříšné náklonnosti ke krásné Bertradě hrála svou roli také potřeba dalšího syna a podle soudobého kronikáře Viléma z Malmesbury prý také to, že zapuzená královna byla příliš tlustá.
| „                          | Svou vlastní ženu odvrhl a spojil se manželstvím s ženou svého vazala. | “ |
| — Bernold ze Saint-Blasien |                                                                        |   |

Nejostřejší byl konflikt mezi králem a odpůrci jeho sňatku s Bertradou v letech 1093–1096, kdy také reformátor Yves ze Chartres sepsal své dílo Panormia pojednávající o manželství. Dne 15. října 1094 v Autunu byl král společností dvaatřiceti biskupů a papežského legáta exkomunikován a totéž se opakovalo o rok později znovu v Clermontu, kde papež Urban II. mimo jiné také svolal první kruciátu. O dva roky později se Filip naoko cizoložství zřekl a získal papežské odpuštění. Exkomunikován byl znovu roku 1099 a roku 1104 či 1105 složil Filip společně s Bertradou v Paříži další planou přísahu, že se od sebe odloučí.
| „       | … od doby, kdy žil s hraběnkou z Anjou v cizoložném spojení, nedělal nic, co by bylo přiměřené jeho královské důstojnosti. Pln žádosti po ženě, kterou uloupil, šlo mu už jen o uspokojování svých tělesných tužeb. Proto se nestaral o vlastní říši a nešetřil ani zdraví svého těla. | “ |
| — Suger | |   |

Po Filipově smrti roku 1108 Bertrada odešla do Anjou, prodala svůj vdovský majetek a založila klášter v Haute-Bruyère. Poté pobývala v klášteře Fontevrault, kde o pár let později také zemřela. Předtím se však dle dobových svědectví pokusila zvrátit manželovo rozhodnutí o nástupnictví na francouzském trůně tím, že chtěla nechat jeho nástupce, syna z prvního manželství s Bertou Holandskou Ludvíka otrávit.